# ChuChu TV
ChuChu TV là tên vắn tắt của 5 kênh YouTube giải trí giáo dục Ấn Độ: ChuChu TV Nursery Rhymes & Kids Songs, ChuChu TV Surprise Eggs Toys, ChuChu School, ChuChu TV Funzone 3D Nursery Rhymes và ChuChuTV Storytime - Bedtime Stories For Kids. Cả năm kênh trên đều hướng tới phục vụ khán giả là trẻ em. Mỗi video thường xuất hiện 5 bạn nhỏ ChuChu, ChaCha, Chiku và Chika(bao gồm cả Cussly). Đằng sau những video công phu là những kiến thức bổ ích cho người xem. Tính đến tháng 10 năm 2018, cả năm kênh của ChuChuTV đạt được gần 26 triệu người đăng ký, trong đó kênh ChuChu TV Nursery Rhymes & Kids Songs đạt 20,2 triệu người đăng ký, hơn 4 triệu người so với Little Baby Bum, và nằm trong Danh sách những kênh được đăng ký nhiều nhất YouTube. Hiện nay, cả Little Baby Bum và ChuChu TV là hai kênh được khán giả trên toàn thế giới yêu thích nhất.

## Giải thưởng
- Đạt nút bạc, nút vàng, nút kim cương YouTube[2][3] (kênh ChuChu TV Nursery Rhymes & Kids Songs)
- Đạt nút bạc, nút vàng Youtube (kênh ChuChu TV Surprise Eggs Toys)
- Đạt nút bạc YouTube (2 kênh ChuChuTV ChuChuTV Storytime - Bedtime Stories For Kids và ChuChu TV Funzone 3D Nursery Rhymes)
- Có video Johny Johny Yes Papa của kênh ChuChu TV Nursery Rhymes & Kids Songs hiện có 1,4 tỷ lượt xem, nằm trong Danh sách những video được xem nhiều nhất YouTube

## Ứng dụng
Nhà sản xuất ChuChu TV đã phát hành ứng dụng giải trí đầu tiên mang tên “My ChuChu Coloring Book” vào ngày 2 tháng 1 năm 2015, sau đó là “My ChuChu Puzzle” ra mắt vào ngày 10 tháng 2 năm 2015. ChuChu TV đã khởi chạy phiên bản Pro của ứng dụng vào ngày 13 tháng 11 năm 2017.

## Nền tảng hạ tầng
Chuchu TV có trên YouTube KIDS, ROKU và có sẵn trên Amazon Prime Video ở Ấn Độ.